# 1377 هـ
1377 هـ هي سنة في التقويم الهجري امتدت مقابلةً في التقويم الميلادي بين سنتي 1957 و1958.

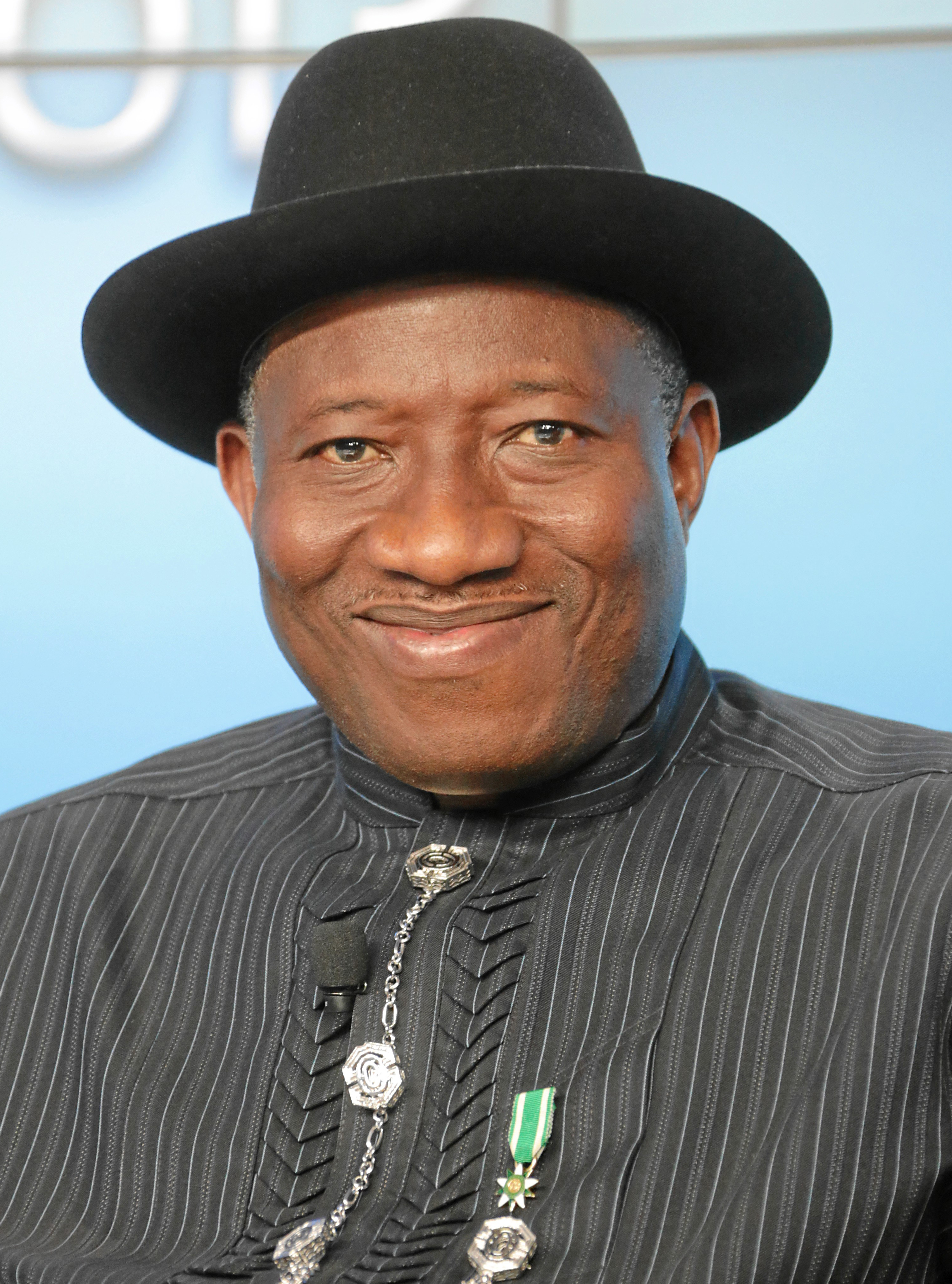
غودلاك جوناثان

## أحداث
- 27 ذو الحجة - انقلاب عسكري في العراق يطيح بالنظام الملكي، ومقتل الملك فيصل الثاني وأفراد أسرته.
- 28 ذو الحجة -
  - إعدام رئيس الوزراء العراقي نوري السعيد وذلك بعد إصدار حكم الإعدام ضده من محكمة الثورة العراقية في جلسة استمرت لدقائق معدودة.
  - الرئيس الأمريكي دوايت أيزنهاور يقرر إرسال قوات مشاة البحرية الأمريكية إلى لبنان بناء على طلب الرئيس اللبناني كميل شمعون وذلك لمواجهة المد القومي العربي المتصاعد في لبنان.

## مواليد
- أكرم زيادة
- أحمد عيسى (ممثل)
- جلوي بن عبد العزيز بن مساعد آل سعود
- جمال سليم
- حسين البصري
- حارس محمد
- سعود بن ماجد الدويش
- عامر الكاظمي
- عبدالرضا عباس
- عبد الله بن محمد الربيش
- غودلاك جوناثان
- ماجدة الرومي

## وفيات
- إينو ليتمان
- ثامر بن عبد العزيز آل سعود
- جعفر آل محبوبة
- حسين أحمد المدني
- حليم دموس
- رينيه ديسو
- سلامة موسى
- عبد الرحمن الإفريقي
- علي ظريف الأعظمي
- يوسف الفقيه
- أبو الكلام آزاد
- أحمد محمد شاكر
- حافظ الحكمي
- عبد الحسين شرف الدين الموسوي
- محمد الخضر حسين
- ملك حفني ناصف